# 坎貝爾 (加利福尼亞州莫多克縣)
坎貝爾（英語：Campbell）是位於美國加利福尼亞州莫多克縣的一個非建制地區。該地的面積和人口皆未知。

## 地理
坎貝爾的座標為41°14′24″N 120°16′50″W / 41.24000°N 120.28056°W，而該地的平均海拔高度為1613米（即5292英尺）。